# (27959) Fagioli
(27959) Fagioli (1997 SE1) – planetoida z pasa głównego asteroid okrążająca Słońce w ciągu 3,61 lat w średniej odległości 2,35 j.a. Odkryta 19 września 1997 roku.
Nazwa planetoidy pochodzi od nazwiska włoskiego astronoma amatora Giancarlo Fagioli.